# Shu'bat al-Mukhabarat al-'Askariyya
Il Direttorato d'Intelligence Militare (in arabo: شعبة المخابرات العسكرية, Shu'bat al-Mukhabarat al-'Askariyya) è il servizio di intelligence militare della Siria. Anche se le sue origini risalgono al periodo  del Mandato francese della Siria (1923-1943), la sua attuale organizzazione è stata fondata nel 1969. L'agenzia era denominata, precedentemente, Deuxième Bureau (secondo ufficio). Ha sede presso il ministero della Difesa siriano a Damasco.
Il servizio di intelligence militare, o il Mukhabarat in arabo, è molto influente nella politica siriana ed è controllato direttamente dal Presidente. Si sospettata di aver fornito sostegno a diversi gruppi radicali. Inoltre, il servizio d'intelligence controlla i dissidenti del governo al di fuori della Siria. Durante l'occupazione siriana del Libano, il Mukhabarat esercitava una forte influenza sulle autorità politiche in Libano.
Assef Shawqat divenne direttore nel 2005 sostituendo il generale Hassan Khalil. Dal 2009 al 2012, il servizio di intelligence militare è stato guidato da Abdel-Fatah Qudsiyeh che, come il presidente siriano Assad, è un membro della comunità alawita. L'attuale direttore è il Maggior generale Rafiq Shahadah
| Controllo di autorità | GND (DE) 1208626922 |